# Нилс Кай Йерне
 Нилс Кай Йерне (на датски: Niels Kaj Jerne) е датски имунолог. Носител на Нобелова награда за физиология или медицина (1984 г.).

## Биография
Роден е на 23 декември 1911 г. в Лондон. Родителите му са датчани, но се преместват в Англия година преди раждането му. По-късно се преселват в Нидерландия. След като завършва основно образование, Йерне учи физика в Лайденския университет. През 1934 г. се премества в Дания, в Копенхагенския университет. Там учи медицина и през 1951 г. защитава дисертация за придобиване на докторска степен.
Следват най-успешните тези на датския учен. В 1955 г. излиза неговата теория, свързана с образуването на антителата. Година по-късно е назначен като ръководител на отдела за биологична стандартизация на Световната здравна организация.
Втората новаторска теория гласи, че лимфоцитите се „научават“ да разграничават собствените и чуждите компоненти в тимусната жлеза.
Според третата теория имунната система е сложна саморегулираща се мрежа, която може да се включва или изключва при необходимост.
Нилс е директор на Базелския институт по имунология в периода 1969 – 1980 г. Умира във Франция през 1994 г.